# Xestia selinoides
Xestia selinoides là một loài bướm đêm trong họ Noctuidae.